# Anders Blume
Anders Blume er dansk Counter-Strike: Global Offensive-kommentator og medstifter af RoomOnFire.